# Esmahan Baharnaz
Esmahan Baharnaz – sułtanka z rodu Osmanów, córka Şah oraz Lütfi Paszy. Żona Mehmeda, synowa Sulejmana Wspaniałego.

## Życiorys
Esmahan urodziła się ok. 1525 roku. Wychowywała się w wielu prowincjach, takich jak: Syria, Anatolia, Karaman oraz Kastamonu. Miała siostrę Neslihan, która była ukochaną córką ich ojca. Ok. 1540 roku wyszła za mąż, za swego kuzyna, Mehmeda, syna Sulejmana Wspaniałego i Roksolany. Małżeństwo było udane (Mehmed nadał jej imię Baharnaz, co oznacza: wiosenna, wiosna). Ku ich nieszczęściu Mehmed zmarł bardzo młodo, a tuż przed jego śmiercią urodziła się ich jedyna córka Hüma. Po śmierci Mehmeda Esmahan przygarnęła matka, Şah Huban, natomiast Hümą zaopiekowała się Roksolana, traktowała ją jak własną córkę. Baharnaz zmarła prawdopodobnie ze zgryzoty lub popełniła samobójstwo ok. 1556 roku.